# Tigridia pulchella
Tigridia pulchella là một loài thực vật có hoa trong họ Diên vĩ. Loài này được B.L.Rob. miêu tả khoa học đầu tiên năm 1892.